# Віддушина
«Віддушина» — радянський художній фільм 1991 року, знятий режисером Андрісом Розенбергом на студії «Латвіяс кіно».

## Сюжет
За мотивами повісті Володимира Маканіна. Майстер-червонодеревник (В. Меньшов) закохався у поетесу (В. Телічкіна), за якою доглядає старий друг-інтелектуал (Г. Яковлєв). Кожен має сім'ю, але свіжих вражень чоловіки шукають у Алевтини. А вона робить своїм фаворитом то одного, то іншого…

## У ролях
- Валентина Теличкіна — Алевтина Нестерова, поетеса
- Володимир Меньшов — Михайлов, майстер-червонодеревник
- Гіртс Яковлєвс — Юрій Стрепетов, викладач ВНЗ
- Регіна Разума — дружина Стрепетова
- Галина Макарова — мати Алевтини
- Гунта Віркава — подруга Алевтини
- Алевтина Шмакова — Надя, дружина Михайлова
- Олексій Лавров — син Михайлова
- Є. Грибовода — роль другого плану
- Олександр Кобозєв — телеведучий

## Знімальна група
- Режисер — Андріс Розенберг
- Сценарист — Валерій Тодоровський
- Оператор — Мікс Звірбуліс
- Композитор — Юріс Карлсонс
- Художник — Інара Антоне